# Marta Chrust-Rożej
Marta Chrust-Rozej (Polonia, 29 de septiembre de 1978) es una atleta polaca especializada en la prueba de 4x400 m, en la que consiguió ser subcampeona europea en pista cubierta en 2005.

## Carrera deportiva
En el Campeonato Europeo de Atletismo en Pista Cubierta de 2005 ganó la medalla de plata en los relevos de 4x400 metros, con un tiempo de 3:29.37 segundos, tras Rusia y por delante de Reino Unido (bronce).